# Luis María Echeberría
Luis María Echeberría Igartua (Asua, 24 de março de 1940 – 19 de outubro de 2016) foi um futebolista espanhol, atuava como defensor.

## Carreira
Luis Echeberría fez parte do elenco da Seleção Espanhola na Copa do Mundo de 1962. Ele fez apenas uma partida.

## Falecimento
Morreu em 19 de outubro de 2016, aos 76 anos. 